# رينغووديت
رينغووديت هو معدن من معادن السيليكات يتكون كيميائياً من سيليكات المغنيسيوم، والذي يتشكل عند ضغوط ودرجات حرارة مرتفعة من باطن الأرض، في أعماق تراوح بين 525 و660 كيلومتر. بالتالي يعد هذا المعدن شكلاً من أشكال مجموعة الأوليفين.
اكتشف هذا المعدن سنة 1969 ضمن عينات من حجر نيزكي سقط بالقرب من محطة تنهام Tenham في أستراليا سنة 1879؛ وسمي على شرف العالم الجيولوجي الأسترالي ألفرد إدوارد رينغوود Alfred Edward Ringwood.